# O-Ringen
O-Ringen (tidligere kaldet Svensk 5-dages) er en orienteringskonkurrence, der bliver afholdt én gang årligt forskellige steder i Sverige. Der kommer orienteringsløbere fra hele verden. Konkurrencen afvikles over seks dage i juli, hvoraf der er konkurrencer på fem af dagene samt en hviledag.

## Statistik
| År   | Distrikt                   | By           | Deltagerantal | Damevinder              | Herrevinder          |
| ---- | -------------------------- | ------------ | ------------- | ----------------------- | -------------------- |
| 2017 | Värmland                   | Arvika       | -             | -                       | -                    |
| 2016 | Dalarna                    | Sälen        | -             | -                       | -                    |
| 2015 | Västergötland              | Borås        | -             | -                       | -                    |
| 2014 | Skåne                      | Kristianstad | -             | -                       | -                    |
| 2013 | Norrbotten                 | Boden        | 12.907        | Tove Alexandersson      | Thierry Gueorgiou    |
| 2012 | Halland                    | Halmstad     | 21.172        | Tanja Rjabkina          | Olav Lundanes        |
| 2011 | Hälsingland                | Mohed        | 12.939        | Tove Alexandersson      | Erik Rost            |
| 2010 | Örebro län                 | Örebro       | 16.058        | Simone Niggli           | David Andersson      |
| 2009 | Småland                    | Eksjö        | 15.589        | Helena Jansson          | Martin Johansson     |
| 2008 | Dalarna                    | Sälen        | 24.375        | Anne Margrethe Hausken  | Tero Föhr            |
| 2007 | Östergötland               | Mjölby       | 13.793        | Simone Niggli           | Anders Norberg       |
| 2006 | Hälsingland                | Mohed        | 14.050        | Simone Niggli           | Simonas Krepsta      |
| 2005 | Småland                    | Skillingaryd | 12.657        | Emma Engstrand          | Emil Wingstedt       |
| 2004 | Göteborg                   | Göteborg     | 13.259        | Jenny Johansson         | Valentin Novikov     |
| 2003 | Bohuslän-Dal               | Uddevalla    | 14.998        | Heather Monro           | Mats Haldin          |
| 2002 | Västergötland              | Skövde       | 14.651        | Simone Niggli           | Mats Haldin          |
| 2001 | Uppland                    | Märsta       | 12.525        | Marlena Jansson         | Johan Ivarsson       |
| 2000 | Närke                      | Hallsberg    | 13.740        | Hanne Staff             | Jimmy Birklin        |
| 1999 | Dalarna                    | Borlänge     | 15.238        | Jenny Johansson         | Fredrik Löwegren     |
| 1998 | Gästrikland                | Gävle        | 13.249        | Hanne Staff             | Johan Ivarsson       |
| 1997 | Västerbotten               | Umeå         | 11.179        | Katarina Borg           | Jörgen Mårtensson    |
| 1996 | Värmland                   | Karlstad     | 16.034        | Annika Zell             | Jörgen Mårtensson    |
| 1995 | Skåne                      | Hässleholm   | 14.187        | Eija Koskivaara         | Jörgen Olsson        |
| 1994 | Ångermanland               | Örnsköldsvik | 14.600        | Katarina Borg           | Petter Thoresen      |
| 1993 | Halland                    | Falkenberg   | 14.853        | Annika Zell             | Petter Thoresen      |
| 1992 | Södermanland               | Södertälje   | 19.452        | Gunilla Svärd           | Allan Mogensen       |
| 1991 | Västmanland                | Arboga       | 16.770        | Arja Hannus             | Håkan Eriksson       |
| 1990 | Göteborg                   | Göteborg     | 20.762        | Ragnhild Bente Andersen | Per Ek               |
| 1989 | Jämtland                   | Östersund    | 18.609        | Barbro Lönnkvist        | Niklas Löwegren      |
| 1988 | Medelpad                   | Sundsvall    | 17.708        | Barbro Lönnkvist        | Lars Lönnkvist       |
| 1987 | Östergötland               | Norrköping   | 17.413        | Katarina Borg           | Lars Lönnkvist       |
| 1986 | Västergötland              | Borås        | 18.790        | Annichen Kringstad      | Anders Erik Olsson   |
| 1985 | Dalarna                    | Falun        | 25.021        | Annichen Kringstad      | Joakim Ingelsson     |
| 1984 | Blekinge                   | Bräkne-Hoby  | 17.469        | Karin Gunnarsson        | Kent Olsson          |
| 1983 | Småland                    | Anderstorp   | 24.602        | Annichen Kringstad      | Håkan Eriksson       |
| 1982 | Norrbotten                 | Luleå        | 15.003        | Annichen Kringstad      | Lars Lönnkvist       |
| 1981 | Hälsingland                | Mohed        | 20.650        | Annichen Kringstad      | Jörgen Mårtensson    |
| 1980 | Uppland                    | Uppsala      | 16.342        | Liisa Veijalainen       | Lars Lönnkvist       |
| 1979 | Närke                      | Örebro       | 15.842        | Britt-Marie Karlsson    | Lars-Henrik Undeland |
| 1978 | Västergötland              | Skara        | 15.148        | Liisa Veijalainen       | Kjell Lauri          |
| 1977 | Gotland                    | Visby        | 7.186         | Liisa Veijalainen       | Sigurd Dähli         |
| 1976 | Värmland                   | Ransäter     | 14.843        | Sarolta Monspart        | Gert Pettersson      |
| 1975 | Stockholm                  | Haninge      | 9.322         | Anne Lundmark           | Matti Mäkinen        |
| 1974 | Skåne                      | Kristianstad | 10.196        | Ulla Lindkvist          | Ernst Jönsson        |
| 1973 | Dalarna                    | Rättvik      | 10.449        | Ulla Lindkvist          | Bengt Gustafsson     |
| 1972 | Småland                    | Eksjö        | 8.253         | Ulla Lindkvist          | Hans Aurell          |
| 1971 | Södermanland               | Malmköping   | 8.627         | Ulla Lindkvist          | Hans Aurell          |
| 1970 | Skåne                      | Kristianstad | 6.378         | Ulla Lindkvist          | Bernt Frilén         |
| 1969 | Dalarna                    | Rommehed     | 5.355         | Ulla Lindkvist          | Stefan Green         |
| 1968 | Västergötland              | Borås        | 3.250         | Ulla Lindkvist          | Åge Hadler           |
| 1967 | Östergötland               | Motala       | 1.910         | Ulla Lindkvist          | Kalle Johansson      |
| 1966 | Småland (4), Västergötland |              | 672           | Kerstin Granstedt       | Juhani Salmenkylä    |
| 1965 | Skåne, Blekinge, Danmark   | Ikke angivet | 156           | Inga-Britt Bengtsson    | Nils Bohman          |